# Xeronemataceae
Las xeronematáceas (nombre científico Xeronemataceae) son una familia de plantas monocotiledóneas pobremente conocidas, distribuidas en la isla Poor Knights de Nueva Zelanda y en Nueva Caledonia. Son hierbas bastante grandes que pueden ser reconocidas por sus hojas isobifaciales equitantes, y sus inflorescencias abarrotadas con flores bastante grandes, de simetría radial, que miran hacia arriba. Los estambres extán fuertemente exsertos.  La familia fue reconocida por sistemas de clasificación modernos como el sistema de clasificación APG II del 2003 y el APWeb (2001 en adelante), en los que consta de un único género, Xeronema, con dos especies. Chase et al. (2000) recientemente describió a Xeronemataceae, y sus caracteres varían según patrones que son generales en Asparagales.

## Filogenia
En el árbol filogenético de los Asparagales, el nodo que sigue al posible desprendimiento de Iridaceae está bien sostenido en los análisis moleculares de ADN (Fay et al. 2000, Chase et al. 2005). Si un ovario ínfero es una sinapomorfía de Asparagales (Chase et al. 1995b) entonces este nodo marcaría la transición a un ovario súpero (aunque se encuentran ovarios ínferos en Amaryllidaceae y en Yucca). Todos los clados de este nodo tienen nectarios septales infraloculares, lo que Rudall (2000) interpreta como ovarios secundariamente súperos. Esta interpretación demuestra la reversibilidad de este carácter que muchas veces fue enfatizado en la sistemática de monocotiledóneas (por ejemplo en Cronquist 1981, Dahlgren et al. 1985). Es en este nodo en el que se pierde el gen mitocondrial rpl2 (o quizás en el siguiente, de acuerdo con la distribución en Adams et al. 2002).
Xeronemataceae con su único género Xeronema fue previamente considerado cercanamente emparentado con Phormium (usualmente Phormiaceae, Dahlgren et al. 1985), pero si bien hay similitudes superficiales (como las hojas unifaciales), no son idénticos en los detalles.

## Taxonomía
El género y las especies, conjuntamente con su publicación válida, distribución y hábito se listan a continuación (Royal Botanic Gardens, Kew):
Xeronema Brongn. & Gris, Bull. Soc. Bot. France 11: 316 (1864). Nueva Caledonia, NO. de Nueva Zelanda. 2 especies:
- - Xeronema callistemon W.R.B.Oliv., Trans. & Proc. New Zealand Inst. 56: 1 (1926). Nueva Zelanda (Islas Poor Knights, Isla Hen) Geófita rizomatosa.
  - Xeronema callistemon f. bracteosa (L.B.Moore) de Lange & E.K.Cameron, New Zealand J. Bot. 37: 435 (1999). Nueva Zelanda (Islas Poor Knights) Geófita rizomatosa (incl. Xeronema callistemon var. bracteosa L.B.Moore)
  - Xeronema callistemon f. callistemon. Nueva Zelanda (Islas Poor Knights, Isla Hen) Geófita rizomatosa
- Xeronema moorei Brongn. & Gris, Bull. Soc. Bot. France 11: 317 (1864). Nueva Caledonia. Geófita rizomatosa